# Dušan Krchňák
Dušan Krchňák (Pozsony, 1947. október 14. –) szlovák nemzetközi labdarúgó-játékvezető.

## Pályafutása

### Nemzeti játékvezetés
A játékvezetői vizsgát csehszlovákként tette le, 1975-ben lett hazája legfelső szintű labdarúgó-bajnokságának játékvezetője. Aktív nemzeti pályafutását 1992-ben szlovákként fejezte be.

### Nemzetközi játékvezetés
A Csehszlovák labdarúgó-szövetség Játékvezető Bizottsága (JB) terjesztette fel nemzetközi játékvezetőnek, a Nemzetközi Labdarúgó-szövetség (FIFA) 1977-től tartotta nyilván bírói keretében. Több nemzetek közötti válogatott és klubmérkőzést vezetett. A szlovák nemzetközi játékvezetők rangsorában, a világbajnokság-Európa-bajnokság sorrendjében többedmagával a 3. helyet foglalja el 8 találkozó szolgálatával. Az aktív nemzetközi játékvezetéstől 1992-ben búcsúzott.

#### Világbajnokság
Három világbajnoki döntőhöz vezető úton Spanyolországba a XII., az 1982-es labdarúgó-világbajnokságra, Mexikóba a XIII., az 1986-os labdarúgó-világbajnokságra illetve Olaszországba a XIV., az 1990-es labdarúgó-világbajnokságra a FIFA JB játékvezetőként alkalmazta.

##### 1982-es labdarúgó-világbajnokság

###### Selejtező mérkőzés
| Időpont           | Helyszín               | Mérkőzés típusa           | Mérkőzés       | Eredmény | Nézők száma |
| ----------------- | ---------------------- | ------------------------- | -------------- | -------- | ----------- |
| 1980. október 29. | Wankdorf Stadion, Bern | előselejtező (4. csoport) | Svájc–Norvégia | 1 : 2    | 14 000      |

##### 1986-os labdarúgó-világbajnokság

###### Selejtező mérkőzés
| Időpont         | Helyszín                    | Mérkőzés típusa           | Mérkőzés         | Eredmény | Nézők száma |
| --------------- | --------------------------- | ------------------------- | ---------------- | -------- | ----------- |
| 1985. május 27. | De Meer Stadion, Amszterdam | előselejtező (5. csoport) | Hollandia–Ciprus | 7 : 1    | 22 000      |

##### 1990-es labdarúgó-világbajnokság

###### Selejtező mérkőzés
| Időpont           | Helyszín                      | Mérkőzés típusa           | Mérkőzés          | Eredmény | Nézők száma |
| ----------------- | ----------------------------- | ------------------------- | ----------------- | -------- | ----------- |
| 1988. október 19. | Spyridon Louis Stadion, Athén | előselejtező (1. csoport) | Görögország–Dánia | 1 : 1    | 26 000      |

#### Európa-bajnokság
Négy európai-labdarúgó torna döntőjéhez vezető úton Olaszországba a VI., az 1980-as labdarúgó-Európa-bajnokságra, Franciaországba a VII., az 1984-es labdarúgó-Európa-bajnokságra, a Német Szövetségi Köztársaságba a VIII., az 1988-as labdarúgó-Európa-bajnokságra valamint Svédországba a IX., az 1992-es labdarúgó-Európa-bajnokságra az UEFA JB játékvezetőként foglalkoztatta.

##### 1980-as labdarúgó-Európa-bajnokság

###### Selejtező mérkőzés
| Időpont            | Helyszín                 | Mérkőzés típusa           | Mérkőzés       | Eredmény | Nézők száma |
| ------------------ | ------------------------ | ------------------------- | -------------- | -------- | ----------- |
| 1979. november 18. | Dinamo Stadion, Bukarest | előselejtező (3. csoport) | Románia–Ciprus | 2 : 0    | 10 000      |

##### 1984-es labdarúgó-Európa-bajnokság

###### Selejtező mérkőzés
| Időpont           | Helyszín                   | Mérkőzés típusa           | Mérkőzés                              | Eredmény | Nézők száma |
| ----------------- | -------------------------- | ------------------------- | ------------------------------------- | -------- | ----------- |
| 1983. március 30. | Wembley Stadion, London    | előselejtező (3. csoport) | Anglia–Görögország                    | 0 : 0    | 44 051      |
| 1983. június 1.   | Olimpiai Stadion, Helsinki | előselejtező (2. csoport) | Finnország–Orosz labdarúgó-válogatott | 0 : 1    | 16 996      |

##### 1988-as labdarúgó-Európa-bajnokság

###### Selejtező mérkőzés
| Időpont           | Helyszín                                        | Mérkőzés típusa           | Mérkőzés        | Eredmény | Nézők száma |
| ----------------- | ----------------------------------------------- | ------------------------- | --------------- | -------- | ----------- |
| 1987. október 10. | Friedrich-Ludwig-Jahn-Sportpark Stadion, Berlin | előselejtező (3. csoport) | NDK–Szovjetunió | 1 : 1    | 20 000      |

##### 1992-es labdarúgó-Európa-bajnokság

###### Selejtező mérkőzés
| Időpont           | Helyszín                   | Mérkőzés típusa           | Mérkőzés        | Eredmény | Nézők száma |
| ----------------- | -------------------------- | ------------------------- | --------------- | -------- | ----------- |
| 1991. március 13. | De Kuip Stadion, Rotterdam | előselejtező (6. csoport) | Hollandia–Málta | 1 : 0    | 36 383      |

#### Nemzetközi kupamérkőzések
Vezetett Kupa-döntők száma: 1.

##### UEFA Kupa
Az UEFA JB elismerve szakmai felkészültségét, megbízta a döntő első mérkőzésének koordinálásával.
| Időpont        | Helyszín                  | Mérkőzés típusa     | Mérkőzés                         | Eredmény | Nézők száma |
| -------------- | ------------------------- | ------------------- | -------------------------------- | -------- | ----------- |
| 1988. május 4. | Sarria Stadion, Barcelona | első döntő mérkőzés | RCD Espanyol–Bayer 04 Leverkusen | 3 : 0    | 31 180      |

## Sportvezetőként
Az aktív játékvezetést befejezve a szlovák JB elnökségének tagja, a játékvezetők koordinátora. A FIFA JB nemzetközi ellenőre, a talent program egyik szakembere.

## Magyar vonatkozás
| Időpont             | Helyszín                     | Mérkőzés típusa | Mérkőzés          | Eredmény | Nézők száma |
| ------------------- | ---------------------------- | --------------- | ----------------- | -------- | ----------- |
| 1983. szeptember 7. | Népstadion, Budapest         | 577. mérkőzés   | Magyarország–NSZK | 1 : 1    | 30 000      |
| 1987. november 18.  | Népstadion Stadion, Budapest | 617. mérkőzés   | Magyarország–NSZK | 0 : 0    | 35 000      |

### Mérkőzései az NBI-ben
| Időpont           | Helyszín             | Mérkőzés     | Eredmény | Nézők száma |
| ----------------- | -------------------- | ------------ | -------- | ----------- |
| 1987. március 21. | Népstadion, Budapest | Vasas–Újpest | 1 : 1    | 30 000      |